# Jean-Pierre Carbila
Jean-Pierre Carbila, né le 13 septembre 1954, est un karatéka espagnol. Il est surtout connu pour avoir été par deux fois médaillé de bronze aux championnats du monde de karaté, une première fois aux championnats du monde de karaté 1977 à Tokyo, au Japon, et une seconde fois aux championnats du monde de karaté 1980 à Madrid, en Espagne.

## Palmarès
- 1977 :  Médaille de bronze en ippon masculin aux championnats du monde de karaté 1977 à Madrid, au Japon.
- 1980 :  Médaille de bronze en ippon masculin aux championnats du monde de karaté 1980 à Madrid, en Espagne.